# Unternehmerverbände Niedersachsen
Die Unternehmerverbände Niedersachsen e.V. (UVN) mit Sitz in Hannover sind der Spitzenverband der niedersächsischen Wirtschaft. Sie haben mehr als 100 Arbeitgeber- und Wirtschaftsverbände als Mitglieder, die über 200.000 Unternehmen mit ca. 2,6 Millionen Beschäftigten betreuen. Hauptgeschäftsführer der Unternehmerverbände Niedersachsen ist seit dem Jahr 2024 Benedikt Hüppe.

## Funktion
Der Verband vertritt die Positionen der niedersächsischen Unternehmen gegenüber Parlament und Regierung. Als Sozialpartner sind sie neben den Gewerkschaften in Kontakt mit vielen weiteren gesellschafts- und wirtschaftspolitisch relevanten Gruppen und Institutionen.

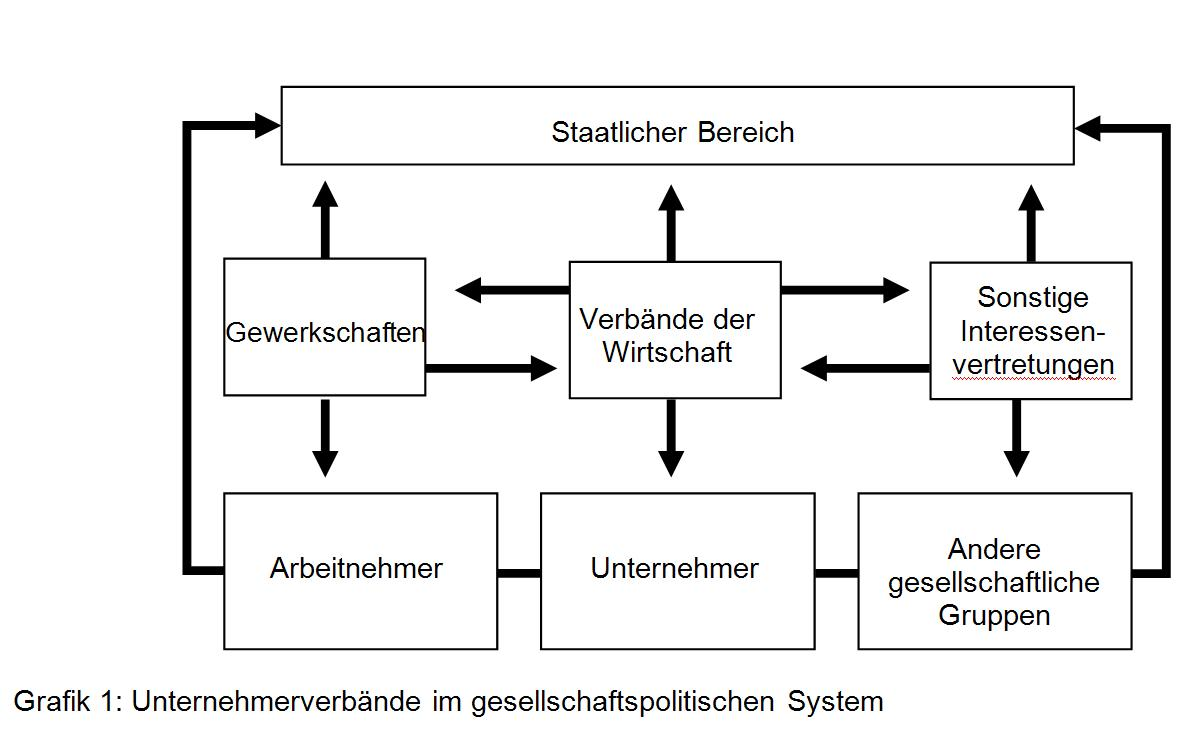

Als Dachverband der niedersächsischen Wirtschaft unterstützen die UVN ihre Mitgliedsverbände bei allen verbandspolitischen Anliegen. Sie sorgen für einen kontinuierlichen Erfahrungs- und Informationsaustausch mit den Mitgliedsverbänden und bündeln deren Meinungen oder wirtschaftspolitische Einschätzungen. Die so auf Landesebene gewonnenen Positionen bringen die Unternehmerverbände in den Diskussionsprozess auf Bundes- und EU-Ebene innerhalb der Gremien der Bundesvereinigung der Deutschen Arbeitgeberverbände und des Bundesverband der Deutschen Industrie ein. Für diese zwei Organisationen sowie für den Zentralverband Elektrotechnik- und Elektronikindustrie übernehmen die Unternehmerverbände die Funktion der niedersächsischen Landesvertretung.

## Aufgaben

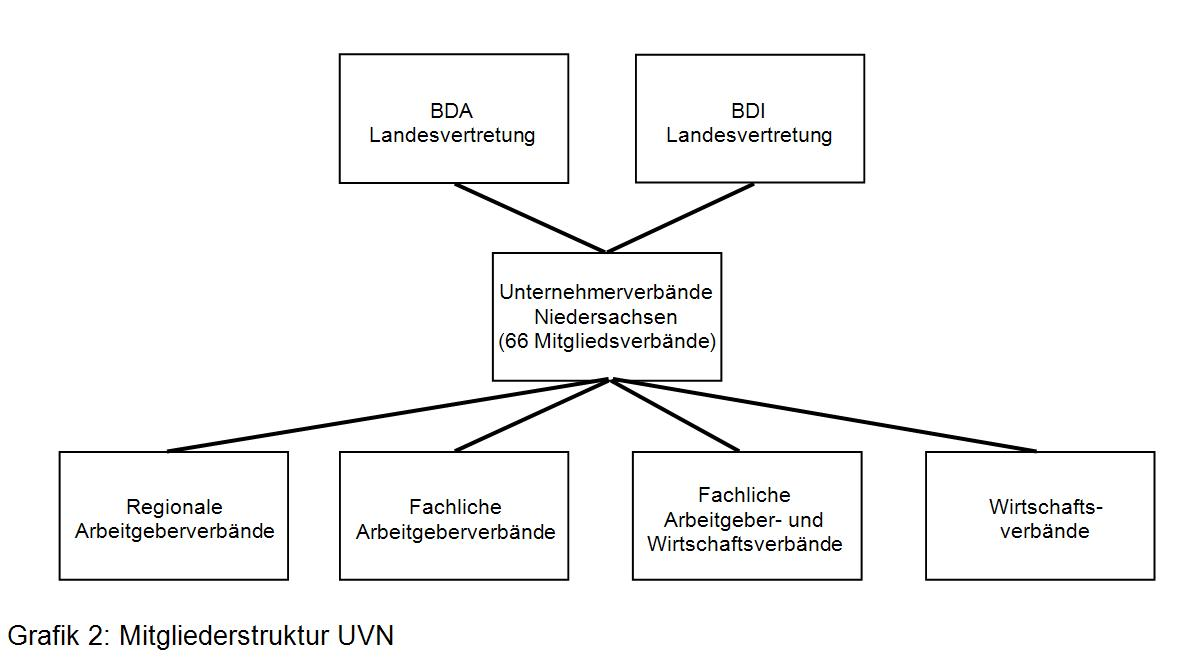

Die UVN bereiten Daten und Fakten aus Wirtschaft, Politik und Gesellschaft auf, nehmen Stellung zu Gesetzesentwürfen und informieren ihre Mitglieder über aktuelle wirtschaftsrelevante Entwicklungen. Im Auftrag ihrer Mitgliedsverbände engagieren die UVN sich in zahlreichen wirtschafts- und sozialpolitischen Gremien – dies teilweise auch im staatlichen Auftrag- für eine Stärkung des Wirtschaftsstandortes Niedersachsen.
Zu den Interessenfeldern gehören allgemeine Wirtschaftspolitik und Wirtschaftsrecht, Tarif-, Arbeits- und Sozialrecht, Bildungspolitik und Bildungsarbeit sowie Umwelt-, Energie-, Medien-, Gesellschafts- und Europapolitik.

## Präsidenten
- 1945–1947: Hermann Bode, Bode-Panzer AG
- 1947–1951: Wilhelm Wundram, Buchdruckerei Wundram
- 1951–1957: Christian Kuhlemann, Hannoversche Portland Zementfabrik
- 1957–1959: Otto Merker, Hanomag
- 1959–1963: Adolf Loges, Continental Gummiwerke AG
- 1963–1967: Bodo Wallbrecht, Bauunternehmen Wallbrecht
- 1967–1980: Max Müller, Hannoversches Presswerk, Maschinenfabrik Max Müller
- 1980–1981: Gerhard Lohaus, Continental Gummiwerke AG
- 1981–1995: Hermann Bahlsen jr., Bahlsen GmbH & Co. KG
- 1995–1997: Kurt Eiglmeier, Riedel de Haen AG
- 1997–2001: Peter Haverbeck, Continental AG
- 2001–2008: Goetz von Engelbrechten, Nordzucker AG
- 2008–2023: Werner M. Bahlsen, Bahlsen GmbH & Co.KG
- seit 2023:  Andreas Jäger, Arnold Jäger Holding GmbH[3]

## Hauptgeschäftsführer
- 1945–1957: Werner Brendecke
- 1957–1965: Friedrich Freiherr von Gregory
- 1965–1972: Hans-Helmut Krause
- 1973–1980: Günter Suhle
- 1980–1992: Gernot Preuß, Günter Seide und Jürgen Wolfslast
- 1992–1994: Gernot Preuß
- 1994–2000: Gernot Preuß
- 2000–2024: Volker Müller
- seit 2024: Benedikt Hüppe